# Beker van Mozambique
De Beker van Mozambique (Portugees: Taça de Moçambique) is het nationale voetbalbekertoernooi van Mozambique dat wordt georganiseerd door de Federação Moçambicana de Futebol (FMF). Het ging in 1978, na de onafhankelijkheid, van start en wordt net als de meeste bekercompetities middels het knock-outsysteem gespeeld.
De competitie is in twee delen opgesplitst. In de eerste fase zijn de teams opgedeeld op basis van geografische ligging en in het tweede deel nemen de zestien overblijvende clubs het tegen elkaar op.

## Finales
| Jaar               | Winnaar                | Uitslag      | Finalist                  |
| ------------------ | ---------------------- | ------------ | ------------------------- |
| 1978               | CD Maxaquene           | 4-0          | Ferroviário da Beira      |
| 1979               | Palmeiras da Beira     | 2-2 ns (5-4) | Têxtil do Punguè (Beira)  |
| 1980               | CD Costa do Sol        | 1-0          | Palmeiras da Beira        |
| 1981               | Desportivo de Maputo   | 1-0          | CD Costa do Sol           |
| 1982               | CD Maxaquene           | 1-0          | Ferroviário de Maputo     |
| 1983               | CD Costa do Sol        | 1-0          | GDR Textáfrica (Chimoio)  |
| 1984               | Ferroviário de Maputo  | 4-2          | Palmeiras da Beira        |
| 1985 niet gespeeld |                        |              |                           |
| 1986               | CD Maxaquene           | 2-0          | Estrela Vermelha (Maputo) |
| 1987               | CD Maxaquene           | 3-0          | Palmeiras da Beira        |
| 1988               | CD Costa do Sol        | 1-0          | Aguia d'Ouro (Maputo)     |
| 1989               | Ferroviário de Maputo  | 2-0          | Desportivo de Maputo      |
| 1990               | CD Matchedje de Maputo | 3-1          | CD Maxaquene              |
| 1991               | Clube de Gaza          | 2-1 nv       | CD Maxaquene              |
| 1992               | CD Costa do Sol        | 4-1          | Clube de Gaza             |
| 1993               | CD Costa do Sol        | 2-0          | Ferroviário da Beira      |
| 1994               | CD Maxaquene           | 1-0          | Ferroviário de Maputo     |
| 1995               | CD Costa do Sol        | 2-1          | CD Maxaquene              |

| Jaar | Winnaar                | Uitslag      | Finalist                     |
| ---- | ---------------------- | ------------ | ---------------------------- |
| 1996 | CD Maxaquene           | 2-1          | Têxtil do Punguè             |
| 1997 | CD Costa do Sol        | 5-2          | Migração (Beira)             |
| 1998 | CD Maxaquene           | 1-0          | Ferroviário de Maputo        |
| 1999 | CD Costa do Sol        | 5-0          | Sporting Nampula (Nampula)   |
| 2000 | CD Costa do Sol        | 1-0          | CD Matchedje de Maputo       |
| 2001 | CD Maxaquene           | 3-1          | GDR Textáfrica               |
| 2002 | CD Costa do Sol        | 2-0          | Académica de Maputo (Maputo) |
| 2003 | Ferroviário de Nampula | 1-1 ns (5-4) | Ferroviário de Maputo        |
| 2004 | Ferroviário de Maputo  | 5-1          | GDR Textáfrica               |
| 2005 | Ferroviário da Beira   | 1-0 nv       | CD Costa do Sol              |
| 2006 | Desportivo de Maputo   | 1-0          | Têxtil do Punguè             |
| 2007 | CD Costa do Sol        | 3-0          | Ferroviário de Nampula       |
| 2008 | Atlético Muçulmano     | 1-0          | Chingale de Tete (Tete)      |
| 2009 | Ferroviário de Maputo  | 2-0          | CD Costa do Sol              |
| 2010 | CD Maxaquene           | 2-0          | Vilankulo FC (Vilankulo)     |
| 2011 | Ferroviário de Maputo  | 3-0          | Chingale de Tete             |
| 2012 | Atlético Muçulmano     | 1-0          | CD Costa do Sol              |
| 2013 | Ferroviário da Beira   | 2-0          | Chibuto FC (Chibuto)         |

## Prestatie per club
| Club                     | Plaats  | Aantal | in                                                               |
| ------------------------ | ------- | ------ | ---------------------------------------------------------------- |
| CD Costa do Sol          | Maputo  | 11     | 1980, 1983, 1988, 1992, 1993, 1995, 1997, 1999, 2000, 2002, 2007 |
| CD Maxaquene             | Maputo  | 09     | 1978, 1982, 1986, 1987, 1994, 1996, 1998, 2001, 2010             |
| Ferroviário de Maputo    | Maputo  | 05     | 1984, 1989, 2004, 2009, 2011                                     |
| Desportivo de Maputo     | Maputo  | 02     | 1981, 2006                                                       |
| Ferroviário da Beira     | Beira   | 02     | 2005, 2013                                                       |
| Palmeiras da Beira       | Beira   | 01     | 1979                                                             |
| CD Matchedje de Maputo   | Maputo  | 01     | 1990                                                             |
| Clube de Gaza            | Xai-Xai | 01     | 1991                                                             |
| Ferroviário de Nampula   | Nampula | 01     | 2003                                                             |
| Atlético Muçulmano       | Matola  | 01     | 2008                                                             |
| Liga Muçulmana de Maputo | Maputo  | 01     | 2012                                                             |

Algerije ·
Angola ·
Benin ·
Botswana ·
Burkina Faso ·
Burundi ·
Centraal-Afrikaanse Republiek ·
Comoren ·
Congo-Brazzaville ·
Congo-Kinshasa ·
Djibouti ·
Egypte ·
Equatoriaal-Guinea ·
Ethiopië ·
Gabon ·
Gambia ·
Ghana ·
Guinee ·
Guinee-Bissau ·
Ivoorkust ·
Kameroen ·
Kenia ·
Lesotho ·
Liberia ·
Libië ·
Madagaskar ·
Mali ·
Marokko ·
Mauritanië ·
Mauritius ·
Mozambique ·
Namibië ·
Niger ·
Nigeria ·
Oeganda ·
Réunion ·
Rwanda ·
Sao Tomé en Principe ·
Senegal ·
Seychellen ·
Sierra Leone ·
Soedan ·
Somalië ·
Swaziland ·
Tanzania ·
Togo ·
Tsjaad ·
Tunesië ·
Zambia ·
Zimbabwe ·
Zuid-Afrika